# Дионисий Киренский
Дионисий Киренский (ок. 150 г. до н.э.) — философ-стоик и математик.
Он был учеником Диогена Вавилонского и Антипатра из Тарса.
Известен как математик, и, возможно, он является тем Дионисием, которого  критиковал Филодем из Гадары в книге О знаках  (лат. De Signis), где сообщается об участии Дионисия в споре о том, что солнце должно быть очень большим, поскольку медленно появляется из-за преграды.